# Guo Shuang
Guo Shuang –em chinês, 郭爽– (26 de fevereiro de 1986) é um desportista chinesa que competiu no ciclismo na modalidade de pista, especialista nas provas de velocidade e keirin.
Participou em dois Jogos Olímpicos de Verão, obtendo ao todo quatro medalhas: em Pequim 2008 uma de bronze na prova de velocidade individual e em Londres 2012 prata em keirin e em velocidade por equipas (junto com Gong Jinjie) e bronze em velocidade individual.
Ganhou nove medalhas no Campeonato Mundial de Ciclismo em Pista entre os anos 2006 e 2013.

## Trajectória desportiva
Guo ganhou duas medalhas de bronze no Mundial de 2006, em velocidade individual e keirin, e duas medalhas de prata no Mundial de 2007, de novo em velocidade individual e keirin.
Nos Jogos Olímpicos de Verão de 2008 teve uma acidentada semifinal na prova de velocidade individual; após ter ganhado a primeira manga e concedido a segunda à sua rival, Anna Meares, na terceira série, apesar de ter saído vencedora, foi relegada por realizar uma manobra não permitida.
Competiu nos Jogos Olímpicos de Verão de 2012, estabelecendo junto a Gong Jinjie um recorde mundial de 32,422 segundos na segunda rodada da prova de velocidade por equipas.

## Medalheiro internacional
| Jogos Olímpicos    | Jogos Olímpicos              | Jogos Olímpicos   | Jogos Olímpicos        |
| Ano                | Lugar                        | Medalha           | Competição             |
| ------------------ | ---------------------------- | ----------------- | ---------------------- |
| 2008               | Pequim ( China)              | Medalha de bronze | Velocidade individual  |
| 2012               | Londres ( Reino Unido)       | Medalha de prata  | Velocidade por equipas |
| 2012               | Londres ( Reino Unido)       | Medalha de prata  | Keirin                 |
| 2012               | Londres ( Reino Unido)       | Medalha de bronze | Velocidade individual  |
| Campeonato Mundial |                              |                   |                        |
| Ano                | Lugar                        | Medalha           | Competição             |
| 2006               | Bordéus ( França)            | Medalha de bronze | Velocidade individual  |
| 2006               | Bordéus ( França)            | Medalha de bronze | Keirin                 |
| 2007               | Palma de Mallorca ( Espanha) | Medalha de prata  | Velocidade individual  |
| 2007               | Palma de Mallorca ( Espanha) | Medalha de prata  | Keirin                 |
| 2009               | Pruszków ( Polónia)          | Medalha de ouro   | Keirin                 |
| 2010               | Ballerup ( Dinamarca)        | Medalha de prata  | Velocidade individual  |
| 2011               | Apeldoorn ( Países Baixos)   | Medalha de bronze | Velocidade por equipas |
| 2012               | Melbourne ( Austrália)       | Medalha de bronze | Velocidade por equipas |
| 2013               | Minsk ( Bielorrússia)        | Medalha de prata  | Velocidade por equipas |

## Palmarés
- 2003
  -  Campeã do mundo júnior em Velocidade
  -  Campeã do mundo júnior em 500 metros contrarrelógio
- 2004
  -  Campeã do mundo júnior em Velocidade
  -  Campeã do mundo júnior em 500 metros contrarrelógio
  -  Campeã do mundo júnior em Keirin
- 2006
  - Medalha de ouro nos Jogos Asiáticos em velocidade
  - Medalha de ouro nos Jogos Asiáticos em 500 metros contrarrelógio
- 2007
  - Campeã de Ásia em velocidade
  - Campeã de Ásia em velocidade por equipas (com Zheng Lulu)
- 2008
  -  Medalha de bronze aos Jogos Olímpicos de Pequim em Velocidade individual
- 2009
  -  Campeã do mundo de Keirin
- 2010
  - Medalha de ouro nos Jogos Asiáticos em velocidade
  - Campeã de Ásia em velocidade
  - Campeã de Ásia em 500 metros
- 2011
  - Campeã de Ásia em velocidade
  - Campeã de Ásia em keirin
- 2012
  -  Medalha de prata aos Jogos Olímpicos de Londres em Velocidade por equipas (com Gong Jinjie)
  -  Medalha de prata aos Jogos Olímpicos de Londres em Keirin
  -  Medalha de bronze aos Jogos Olímpicos de Londres em Velocidade individual

### Resultados naCopa do Mundo
- 2004
  - 1.ª em Moscovo e Sydney, em Keirin
- 2006-2007
  - 1.ª na Classificação geral e na prova de Sydney, em Keirin
- 2009-2010
  - 1.ª na Classificação geral e na prova de Pequim, em Velocidade
  - 1.ª na Classificação geral e na prova de Pequim, em Keirin
- 2010-2011
  - 1.ª em Melbourne, em Velocidaade por equipas
  - 1.ª em Manchester, em Keirin
- 2011-2012
  -     - 1.ª na Classificação geral e nas provas de Pequim e Londres, em Velocidade

  - 1.ª em Pequim, em Keirin
- 2014-2015
  - 1.ª na Classificação geral e nas provas de Guadalajara e Londres, em Keirin
- 2015-2016
  - 1.ª na Classificação geral e nas provas de Cambridge, em Keirin
  - 1.ª na Classificação geral, em Velocidade